# Thomas Bidegain

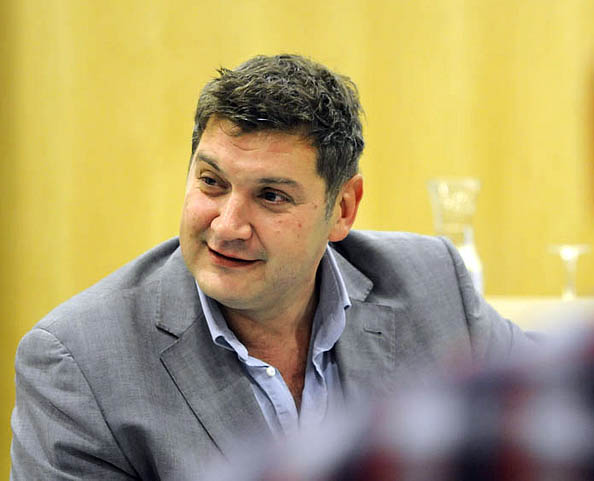
Thomas Bidegain (2011)

Thomas Bidegain (geboren 23. März 1968) ist ein französischer Drehbuchautor, Filmproduzent, Schauspieler und Filmregisseur. Bekannt wurde Bidegain insbesondere durch seine Zusammenarbeit mit dem Filmemacher Jacques Audiard.

## Leben
Bidegain tritt seit den frühen 2000er Jahren als Drehbuchautor in Erscheinung. Hier war er an rund drei Dutzend Produktionen beteiligt.
Bidegain erhielt 2010 einen César für das beste Originaldrehbuch für Ein Prophet und 2013 für das beste adaptierte Drehbuch für Der Geschmack von Rost und Knochen; beide Auszeichnungen erhielt er zusammen mit Audiard.
Sein Regiedebüt Les Cowboys hatte 2015 seine Premiere bei den Internationalen Filmfestspielen von Cannes in der Sektion Directors’ Fortnight. Der Wettbewerbsfilm Dheepan, zu dem Bidegain das Drehbuch schrieb, erhielt dort zudem die Goldene Palme.
2018 wurde er in die Academy of Motion Picture Arts and Sciences berufen, die jährlich die Oscars vergibt.

## Filmografie (Auswahl)
Drehbuch
- 2004: À boire
- 2006: Terre d’asile (Kurzfilm)
- 2006: Nathalie Moretti… (Kurzfilm)
- 2006: Mon prince charmant (Kurzfilm)
- 2006: Issues de secours (Kurzfilm)
- 2006: Dans l’vent (Kurzfilm)
- 2006: Chant prénatal (Kurzfilm)
- 2006: Antoine et Sidonie (Kurzfilm)
- 2009: Ein Prophet (Un prophète)
- 2011: Wer weiß, wohin? (Et maintenant, on va où?)
- 2012: Der Geschmack von Rost und Knochen (De rouille et d’os)
- 2012: À perdre la raison
- 2014: Saint Laurent
- 2014: Verstehen Sie die Béliers? (La Famille Bélier)
- 2014: La Résistance de l’air
- 2015: Dämonen und Wunder (Dheepan)
- 2021: Stillwater – Gegen jeden Verdacht (Stillwater)
- 2022: Notre-Dame in Flammen (Notre-Dame brûle)

Filmproduzent
- 1998: Shampoo Horns
- 2000: Chasing Sleep

Schauspieler
- 2001: I Am Josh Polonski’s Brother
- 2004: À boire
- 2012: L’air de rien
- 2014: Les gazelles

Regie
- 2015: Les Cowboys

## Auszeichnungen (Auswahl)
- Europäischer Filmpreis 2009: Nominierung in der Kategorie Bestes Drehbuch für Ein Prophet (mit Jacques Audiard, Abdel Raouf Dafri und Nicolas Peufaillit)
- César 2010: Auszeichnung in der Kategorie Bestes Originaldrehbuch für Ein Prophet (mit Jacques Audiard, Abdel Raouf Dafri und Nicolas Peufaillit)
- César 2013: Auszeichnung in der Kategorie Bestes adaptiertes Drehbuch für Der Geschmack von Rost und Knochen (mit Jacques Audiard)